# Новосевастопольська сільська рада
Новосевасто́польська сільська́ ра́да — колишній орган місцевого самоврядування в Березнегуватському районі Миколаївської області. Адміністративний центр — село Новосевастополь.

## Загальні відомості
- Територія ради: 83,17 км²
- Населення ради: 899 осіб (станом на 2001 рік)

## Населені пункти
Сільській раді підпорядковані населені пункти:
- с. Новосевастополь
- с-ще Добре
- с. Тетянівка

## Склад ради
Рада складається з 14 депутатів та голови.
- Голова ради: Лазів Ніна Миколаївна
- Секретар ради: Котовська Інна Василівна

### Керівний склад попередніх скликань
| Прізвище, ім'я, по батькові | Основні відомості                                                                     | Дата обрання | Дата звільнення |
| --------------------------- | ------------------------------------------------------------------------------------- | ------------ | --------------- |
| Лазів Ніна Миколаївна       | Сільський голова, 1958 року народження, освіта середня загальна, позапартійна         | 26.03.2006   | 31.10.2010      |
| Лазів Ніна Миколаївна       | Сільський голова, 1958 року народження, освіта середня загальна, член Партії регіонів | 31.10.2010   |                 |

Примітка: таблиця складена за даними сайту Верховної Ради України